# Chira Prabandhayodhin
Chira Prabandhayodhin (ur. 21 maja 1939) – tajski strzelec, olimpijczyk. 
Brał udział w Letnich Igrzyskach Olimpijskich 1972 (Monachium). Startował w jednej konkurencji, w której zajął 72. miejsce.

## Wyniki olimpijskie
| Igrzyska | Konkurencja                       | Wynik                           | Miejsce     | Źródło |
| -------- | --------------------------------- | ------------------------------- | ----------- | ------ |
| IO 1972  | Karabin małokalibrowy leżąc, 50 m | 585 punktów (98-97-99-96-98-97) | 72 (na 101) | [ 1 ]  |